# Lignes de Monthermé à Laval-Dieu et à Phade
Cet article court présente un sujet plus développé dans : Ligne de Soissons à Givet.
Les lignes de Monthermé à Laval-Dieu et à Phade sont deux courts embranchements, comportant un tronc commun, de la ligne de Soissons à Givet situé dans le département des Ardennes, en France.
Longeant, sur une distance d’environ 2,4 km, la Meuse et le Semois, ils permettaient la desserte du village de Monthermé, et plus précisément les sites industriels de Laval-Dieu et de Phade. En effet, la gare de Monthermé sur la ligne principale étant située plus au sud à proximité de Bogny-sur-Meuse. Les deux embranchements sont déclassés du réseau d’intérêt local en 1933.
Dans la nomenclature du réseau ferré national, les embranchements portaient les identifiants :
- ligne no 224 000 de Monthermé - Château-Regnault-Bogny à Phade
- ligne no 224 100 de Monthermé - Château-Regnault-Bogny à Laval-Dieu.